# تشارلي وينستون
تشارلي وينستون (بالإنجليزية: Charlie Winston)‏ هو مغن مؤلف بريطاني، ولد في 14 سبتمبر 1978 في كورنوال في المملكة المتحدة.

## وصلات خارجية
- الموقع الرسمي
- تشارلي وينستون على موقع IMDb (الإنجليزية)
- تشارلي وينستون على موقع ميوزك برينز (الإنجليزية)
- تشارلي وينستون على موقع أول ميوزيك (الإنجليزية)
- تشارلي وينستون على موقع ديسكوغز (الإنجليزية)